# Гаджієв Магомедмурад Саїдпашайович
Магомедмурад Саїдпашайович Гаджі́єв (пол. Magomiedmurad Gadżyjew, рос. Магомедмурад Саидпашаевич Гаджиев; нар. 15 лютого 1988, селище Гурбукі, Карабудахкентський район, Дагестанська АРСР) — польський і російський борець вільного стилю, чемпіон світу, срібний та бронзовий призер чемпіонатів світу, дворазовий чемпіон, триразовий срібний та бронзовий призер чемпіонатів Європи, срібний призер Європейських ігор.

## Біографія
Народився в селищі Гурбукі Карабудахкентського району, Дагестанської АРСР. В 10 років записався до секції вільної боротьби в рідному селищі. Згодом переїхав до Махачкали, тренувався в клубі імені Гаджі Махачева під керівництвом заслуженого тренера Росії Магомеда Дібірова. Виступав за збірну Росії. У її складі був чемпіоном світу 2008 року серед юніорів, став віце-чемпіоном Європи 2010 року, захищаючи кольори першої команди. У 2014-му набув громадянство Польщі й почав виступи за її збірну. Очікуючи на польське громадянство, Магомедмурад півтора року не мав змагальної практики на серйозних турнірах, виступав у німецькій бундеслізі за клуб «Мансфельд». До Польщі спортсмен переїхав на запрошення Юсупа Абдусаламова, який тренує збірну цієї країни. Живе і тренується в місті Білоґард, що є центром вільної боротьби в Польщі.
Закінчив спортивно-педагогічний факультет Дагестанського педагогічного університету.

## Спортивні результати на міжнародних змаганнях

### Виступи на Олімпіадах
| Змагання                    | Збірна | Вагова категорія          | Місце |
| --------------------------- | ------ | ------------------------- | ----- |
| Літні Олімпійські ігри 2016 | Польща | вільна боротьба, до 65 кг | 16    |
| Літні Олімпійські ігри 2020 | Польща | вільна боротьба, до 65 кг | 7     |

### Виступи на Чемпіонатах світу
| Змагання                        | Збірна | Вагова категорія          | Місце  |
| ------------------------------- | ------ | ------------------------- | ------ |
| Чемпіонат світу з боротьби 2015 | Польща | вільна боротьба, до 65 кг | 7      |
| Чемпіонат світу з боротьби 2017 | Польща | вільна боротьба, до 65 кг | Срібло |
| Чемпіонат світу з боротьби 2018 | Польща | вільна боротьба, до 65 кг | 15     |
| Чемпіонат світу з боротьби 2019 | Польща | вільна боротьба, до 70 кг | Бронза |
| Чемпіонат світу з боротьби 2021 | Польща | вільна боротьба, до 70 кг | Золото |

### Виступи на Чемпіонатах Європи
| Змагання                         | Збірна | Вагова категорія          | Місце  |
| -------------------------------- | ------ | ------------------------- | ------ |
| Чемпіонат Європи з боротьби 2010 | Росія  | вільна боротьба, до 66 кг | Срібло |
| Чемпіонат Європи з боротьби 2016 | Польща | вільна боротьба, до 70 кг | Золото |
| Чемпіонат Європи з боротьби 2017 | Польща | вільна боротьба, до 70 кг | Срібло |
| Чемпіонат Європи з боротьби 2018 | Польща | вільна боротьба, до 70 кг | Срібло |
| Чемпіонат Європи з боротьби 2019 | Польща | вільна боротьба, до 70 кг | Бронза |
| Чемпіонат Європи з боротьби 2020 | Польща | вільна боротьба, до 70 кг | Золото |

### Виступи на Європейських іграх
| Змагання              | Збірна | Вагова категорія          | Місце  |
| --------------------- | ------ | ------------------------- | ------ |
| Європейські ігри 2015 | Польща | вільна боротьба, до 70 кг | Срібло |
| Європейські ігри 2019 | Польща | вільна боротьба, до 74 кг | 9      |

### Виступи на Кубках світу
| Змагання                    | Збірна | Вагова категорія          | Місце |
| --------------------------- | ------ | ------------------------- | ----- |
| Кубок світу з боротьби 2011 | Росія  | вільна боротьба, до 66 кг | 9     |

### Виступи на інших змаганнях
| Змагання                                                       | Збірна | Вагова категорія                 | Місце  |
| -------------------------------------------------------------- | ------ | -------------------------------- | ------ |
| Кубок Тахті 2009                                               | Росія  | вільна боротьба, до 66 кг        | 5      |
| Золотий Гран-прі з боротьби 2010 (Красноярськ)                 | Росія  | вільна боротьба, до 66 кг        | Золото |
| Кубок Великої Британії з боротьби 2010                         | Росія  | вільна боротьба, до 66 кг        | Золото |
| Міжнародний турнір Ньюйоркського атлетичного клубу 2010        | Росія  | вільна боротьба, до 66 кг        | Золото |
| Золотий Гран-прі з боротьби 2011 (Красноярськ)                 | Росія  | вільна боротьба, до 66 кг        | Бронза |
| Міжнародний меморіал Дейва Шульца 2011                         | Росія  | вільна боротьба, до 74 кг        | Золото |
| Золотий Гран-прі з боротьби 2011 (Баку)                        | Росія  | вільна боротьба, до 66 кг        | 10     |
| Вогні Москви 2011                                              | Росія  | вільна боротьба, до 66 кг        | Золото |
| Турнір Степана Саргісяна 2012                                  | Росія  | вільна боротьба, до 66 кг        | Срібло |
| Турнір шахтарської слави з боротьби 2014                       | Польща | вільна боротьба, до 70 кг        | Бронза |
| Турнір Дмитра Коркіна 2014                                     | Польща | вільна боротьба, до 70 кг        | Золото |
| Інтерконтінентальний кубок з боротьби 2014                     | Польща | вільна боротьба, до 70 кг        | Золото |
| Гран-прі Парижа з боротьби 2015                                | Польща | вільна боротьба, до 70 кг        | Срібло |
| Кубок Гранми з боротьби 2015                                   | Польща | вільна боротьба, до 70 кг        | Золото |
| Турнір Яшара Догу 2015                                         | Польща | вільна боротьба, до 70 кг        | Золото |
| Меморіал Абделазіза Услаті 2015                                | Польща | греко-римська боротьба, до 71 кг | 5      |
| Меморіал Абделазіза Услаті 2015                                | Польща | вільна боротьба, до 70 кг        | Золото |
| Кубок Рамзана Кадирова 2015                                    | Польща | вільна боротьба, до 65 кг        | Золото |
| Кубок Алроси 2015                                              | Польща | вільна боротьба, до 65 кг        | 6      |
| Турнір Дана Колова — Николи Петрова 2016                       | Польща | вільна боротьба, до 70 кг        | Золото |
| Олімпійський кваліфікаційний турнір з боротьби 2016 (Зренянин) | Польща | вільна боротьба, до 65 кг        | Золото |
| Турнір міста Сассарі 2016                                      | Польща | вільна боротьба, до 70 кг        | Золото |
| Меморіал Вацлава Циолковського 2016                            | Польща | вільна боротьба, до 70 кг        | Золото |
| Кубок Європейських націй з боротьби 2016                       | Польща | команда                          | 5      |
| Золотий Гран-прі з боротьби 2016                               | Польща | вільна боротьба, до 70 кг        | Бронза |
| Турнір Яшара Догу 2017                                         | Польща | вільна боротьба, до 70 кг        | 14     |
| Кубок Ахмата Кадирова 2017                                     | Польща | вільна боротьба, до Teamevent кг | Бронза |
| Київський Міжнародний турнір з боротьби 2018                   | Польща | вільна боротьба, до 65 кг        | Золото |
| Henri Deglane Challenge 2018                                   | Польща | команда                          | Золото |
| Кубок Ахмата Кадирова 2018                                     | Польща | команда                          | Срібло |
| Турнір Дана Колова — Николи Петрова 2019                       | Польща | вільна боротьба, до 74 кг        | 11     |
| Меморіал Вацлава Циолковського 2019                            | Польща | вільна боротьба, до 70 кг        | 7      |
| Меморіал Вацлава Циолковського 2020                            | Польща | вільна боротьба, до 70 кг        | Золото |
| Кубок світу з боротьби 2020                                    | Польща | вільна боротьба, до 70 кг        | Золото |
| Олімпійський кваліфікаційний турнір з боротьби 2021 (Будапешт) | Польща | вільна боротьба, до 65 кг        | 5      |
| Олімпійський кваліфікаційний турнір з боротьби 2021 (Софія)    | Польща | вільна боротьба, до 65 кг        | Золото |

### Виступи на змаганнях молодших вікових груп
| Змагання                                      | Збірна | Вагова категорія          | Місце  |
| --------------------------------------------- | ------ | ------------------------- | ------ |
| Чемпіонат світу з боротьби серед юніорів 2008 | Росія  | вільна боротьба, до 66 кг | Золото |